# Вјерушов
Вјерушов (пољ. Wieruszów) град је у Пољској у Војводству лођском. По подацима из 2012. године број становника у месту је био 8745.
.

## Становништво
| 2012. |
| ----- |
| 8.745 |